# Daniel Guérin
Daniel Guérin (París, 19 de mayo de 1904-Suresnes, Isla de Francia; 14 de abril de 1988)  fue un autor anarco-comunista francés, más conocido por su obra Anarquismo: De la teoría a la práctica, así como por su colección Sin dioses, sin amos: una antología del anarquismo, en la que recogió escritos sobre la idea y el movimiento que inspiró, desde los primeros escritos de Max Stirner a mediados del siglo XIX hasta la primera mitad del siglo XX. También es conocido por su oposición al nazismo, el fascismo, el capitalismo, el imperialismo y el colonialismo, además de su apoyo a la Confederación Nacional del Trabajo (CNT) durante la guerra civil española. Su defensa revolucionaria del amor libre y la homosexualidad influyó en el desarrollo del anarquismo queer.

## CGT, PSOP y marxismo libertario
Guérin nació en una familia liberal parisina. Se inició muy pronto en el activismo político en la revista sindicalista revolucionaria La Révolution prolétarienne de Pierre Monatte. Abandonó la universidad y la carrera literaria en 1926, para viajar al Líbano (1927-1929) y a la Indochina francesa (1929-1930), convirtiéndose en un apasionado opositor al colonialismo.

## Activismo LGBT+
Guérin, bisexual, ofrece una visión de la tensión que a menudo han sentido las minorías sexuales entre la izquierda. Fue una figura destacada de la izquierda francesa desde los años 30 hasta su muerte en 1988. Colaboró con la revista homófila Arcadie. En 1954, Guérin fue ampliamente atacado por su estudio sobre los Informes Kinsey, en el que también detallaba la opresión de los homosexuales en Francia. "Las [críticas] más duras vinieron de los marxistas, que tienden a subestimar seriamente la forma de opresión que es el terrorismo antisexual. Me lo esperaba, por supuesto, y sabía que al publicar mi libro corría el riesgo de ser atacado por aquellos a los que me siento más cercano en el plano político". Tras salir del armario en 1965, Guérin fue abandonado por la izquierda de su país, y sus trabajos sobre la liberación sexual fueron censurados o se negó su publicación en revistas de dicho círculo. Guérin participó en el levantamiento de mayo de 1968, y formó parte del movimiento francés de liberación gay que surgió tras los acontecimientos. Décadas después, Frédéric Martel describió a Guérin como el "abuelo del movimiento homosexual francés". Guérin habló de la extrema hostilidad hacia la homosexualidad que impregnó la izquierda durante gran parte del siglo XX. "No hace muchos años, declararse revolucionario y confesarse homosexual eran incompatibles", escribió Guérin en 1975.

## Lista de escrituras (incompleta)
- La Lutte de classes sous la première République (París: Éditions Gallimard, 1946; 2 vols.; 2.ª edición aumentada, 1968).
- Bourgeois et bras nus, 1793-1795 (París: Éditions Gallimard, 1973). Compendio de la 2.ª edición de la obra anterior; publicada en castellano como: La lucha de clases en el apogeo de la revolución francesa, 1793-1795 (Madrid: Alianza Editorial, 1974; 304 p.).
- Anarquismo: de la teoría a la práctica
- Marxismo y socialismo libertario
- Fascismo y grandes negocios
- Proudhon: oui et non
- Anarquismo y marxismo
- Para un marxismo libertario
- Hacia un comunismo libertario
- Negros en la marcha
- Sin dioses, sin amos: una antología del anarquismo
- El anarquismo